# 그댄 나의 뱀파이어
《그댄 나의 뱀파이어》는 2014년에 개봉한 대한민국의 영화이다.

## 캐스팅
- 최윤영 : 남규정 역
- 박정식 : 강남걸 역
- 이재윤 : 이주형 역
- 김종구 : 남택근 역
- 문희경 : 황덕희 역
- 김형미 : 허지순 역
- 이마붑 : 마붑 역
- 스잘김 : 락샨 역
- 장세환 : 동료경찰 2 역
- 이용우 : 스파이 역 (특별출연)
- 장영남 : 남걸 엄마 역 (특별출연)